# Philippe Vande Walle
Philippe Vande Walle (22 de desembre de 1961) és un exfutbolista belga.

## Selecció de Bèlgica
Va formar part de l'equip belga a la Copa del Món de 1998.